# Magyar országos rekordok listája 200 méteres mellúszásban
Ez a lista a 200 méteres mellúszásban elért felnőtt magyar csúcsokat tartalmazza.

## 50 méteres medence

### Férfiak
| A férfi 200 méteres mellúszás magyar csúcsai (50 méteres medence) | A férfi 200 méteres mellúszás magyar csúcsai (50 méteres medence) | A férfi 200 méteres mellúszás magyar csúcsai (50 méteres medence) | A férfi 200 méteres mellúszás magyar csúcsai (50 méteres medence) | A férfi 200 méteres mellúszás magyar csúcsai (50 méteres medence) | A férfi 200 méteres mellúszás magyar csúcsai (50 méteres medence) | A férfi 200 méteres mellúszás magyar csúcsai (50 méteres medence) | A férfi 200 méteres mellúszás magyar csúcsai (50 méteres medence) |
| Idő | Név                                                               | Egyesület                                                         | Dátum                                                             | Helyszín                                                          | Esemény                                                           | Megjegyzés                                                        | Forrás                                                            |
| --- | ----------------------------------------------------------------- | ----------------------------------------------------------------- | ----------------------------------------------------------------- | ----------------------------------------------------------------- | ----------------------------------------------------------------- | ----------------------------------------------------------------- | ----------------------------------------------------------------- |
| 3:15,20 | Toldi Ödön                                                        | MTK                                                               | 1908. 07. 18.                                                     | London, Egyesült Királyság                                        | olimpiai játékok                                                  | 4. hely                                                           | [ 1 ] [ 2 ]                                                       |
| 3:02,20 | Demján Oszkár                                                     | BTC                                                               | 1912. 06. 16.                                                     | Budapest, Magyarország                                            | a TTC versenye                                                    |                                                                   | [ 1 ] [ 3 ]                                                       |
| 2:59,60 | Demján Oszkár                                                     | BTC                                                               | 1912. 06. 20.                                                     | Budapest, Magyarország                                            | Az FTC versenye                                                   |                                                                   | [ 1 ] [ 4 ]                                                       |
| 2:57,00 | Hollósi Frigyes                                                   | III. kerület                                                      | 1924. 06. 29.                                                     | Budapest, Magyarország                                            |                                                                   | 33 méteres medence                                                | [ 1 ] [ 5 ]                                                       |
| 2:55,40 | Hild László                                                       | UTE                                                               | 1931. 05. 30.                                                     | Budapest, Magyarország                                            |                                                                   | 33 méteres medence                                                | [ 1 ] [ 6 ]                                                       |
| 2:53,80 | Mezei Ferenc                                                      | MTK                                                               | 1934. 05. 31.                                                     | Budapest, Magyarország                                            | A BEAC versenye                                                   | 33 méteres medence                                                | [ 1 ] [ 7 ]                                                       |
| 2:52,00 | Csik Ferenc                                                       | BEAC                                                              | 1935. 12. 20.                                                     | Budapest, Magyarország                                            |                                                                   | 33 méteres medence                                                | [ 1 ] [ 8 ]                                                       |
| 2:51,20 | Barócsy Sándor                                                    | MOVE Eger                                                         | 1936. 04. 25.                                                     | Budapest, Magyarország                                            |                                                                   | 33 méteres medence                                                | [ 1 ] [ 9 ]                                                       |
| 2:47,50 | Csik Ferenc                                                       | BEAC                                                              | 1937. 04. 11.                                                     | Bécs, Ausztria                                                    |                                                                   |                                                                   | [ 1 ] [ 10 ]                                                      |
| 2:46,60 | Angyal György                                                     | Újpesti TE                                                        | 1938. 11. 29.                                                     | Rotterdam, Hollandia                                              |                                                                   |                                                                   | [ 1 ] [ 11 ]                                                      |
| 2:46,40 | Angyal György                                                     | Újpesti TE                                                        | 1939. 07. 08.                                                     | Budapest, Magyarország                                            | AZ UTE versenye                                                   |                                                                   | [ 1 ] [ 12 ]                                                      |
| 2:46,40 | Angyal György                                                     | Újpesti TE                                                        | 1939. 08. 12.                                                     | München, Németország                                              | nemzetközi verseny                                                | csúcsbeállítás                                                    | [ 1 ] [ 13 ]                                                      |
| 2:45,00 | Szegedi Sándor                                                    | BSE                                                               | 1943. 09. 05.                                                     | Budapest, Magyarország                                            | A MUSZ versenye                                                   | 50 méteres medence                                                | [ 1 ] [ 14 ]                                                      |
| 2:43,80 | Németh Sándor                                                     | Gamma                                                             | 1943. 12. 12.                                                     | Budapest, Magyarország                                            | A MAC versenye                                                    | 33 méteres medence                                                | [ 1 ] [ 15 ]                                                      |
| 2:43,60 | Németh Sándor                                                     | Gamma                                                             | 1943. 12. 19.                                                     | Budapest, Magyarország                                            | A MUSZ versenye                                                   | 33 méteres medence                                                | [ 1 ] [ 16 ]                                                      |
| 2:41,50 | Németh Sándor                                                     | Csepeli MTK                                                       | 1947. 09. 19.                                                     | Marseille, Franciaország                                          | 25 méteres medence                                                |                                                                   | [ 1 ] [ 17 ]                                                      |
| 1950-ig a mellúszóversenyeken szabályos volt a pillangó tempó is. Ekkor vezette be a Nemzetközi Úszószövetség a pillangóúszást külön versenyszámként. Ezután már csak a mellúszó tempóban elért eredményeket hitelesítik rekordként. |                                                                   |                                                                   |                                                                   |                                                                   |                                                                   |                                                                   |                                                                   |
| 2:45,90 | Utassy Sándor                                                     | Egri Barátság                                                     | 1950. 07. 14.                                                     | Pozsony, Csehszlovákia                                            | csehszlovák-magyar viadal                                         |                                                                   | [ 1 ] [ 18 ]                                                      |
| 2:45,40 | Utassy Sándor                                                     | Egri Barátság                                                     | 1950. 10. 09.                                                     | Ózd, Magyarország                                                 | Az Ózdi Vasas versenye                                            |                                                                   | [ 1 ] [ 19 ]                                                      |
| 2:42,80 | Utassy Sándor                                                     | Egri Barátság                                                     | 1950. 12. 09.                                                     | Budapest, Magyarország                                            | Budapest-bajnokság                                                | versenyen kívül                                                   | [ 1 ] [ 20 ]                                                      |
| 2:40,10 | Utassy Sándor                                                     | Egri Barátság                                                     | 1953. 12. 19.                                                     | Budapest, Magyarország                                            | nemzetközi verseny                                                | 33 méteres medence                                                | [ 1 ] [ 21 ]                                                      |
| 2:39,90 | Utassy Sándor                                                     | Egri Barátság                                                     | 1953. 12. 26.                                                     | Ózd, Magyarország                                                 | Az Ózdi Vasas versenye                                            | 25 méteres medence                                                | [ 1 ] [ 22 ]                                                      |
| 2:39,40 | Utassy Sándor                                                     | Egri Barátság                                                     | 1955. 08. 09.                                                     | Varsó, Lengyelország                                              | VIT                                                               | 50 méteres medence                                                | [ 23 ]                                                            |
| 2:39,20 | Utassy Sándor                                                     | Egri Barátság                                                     | 1955. 09. 17.                                                     | Karlsruhe, NSZK                                                   |                                                                   | 25 méteres medence                                                | [ 1 ] [ 24 ]                                                      |
| 2:37,50 | Utassy Sándor                                                     | Egri Barátság                                                     | 1955. 09. 18.                                                     | Karlsruhe, NSZK                                                   |                                                                   | 25 méteres medence                                                | [ 1 ] [ 24 ]                                                      |
| 1957. május 1-től csak az 50 méteres medencében elért eredményeket hitelesítik rekordként. |                                                                   |                                                                   |                                                                   |                                                                   |                                                                   |                                                                   |                                                                   |
| 2:45,00 | rekord szintidő                                                   | rekord szintidő                                                   | rekord szintidő                                                   | rekord szintidő                                                   | rekord szintidő                                                   | rekord szintidő                                                   | [ 25 ]                                                            |
| 2:41,80 | Kunsági György                                                    | Bp. Honvéd                                                        | 1957. 07. 21.                                                     | Budapest, Magyarország                                            | A Vörös Lobogó versenye                                           |                                                                   | [ 1 ] [ 26 ]                                                      |
| 2:41,50 | Kunsági György                                                    | Bp. Vasas                                                         | 1960. 07. 16.                                                     | Budapest, Magyarország                                            | magyar-brit viadal                                                |                                                                   | [ 1 ] [ 27 ]                                                      |
| 2:40,10 | Lenkei Ferenc                                                     | BVSC                                                              | 1962. 07. 08.                                                     | Budapest, Magyarország                                            | magyar-brit viadal                                                |                                                                   | [ 1 ] [ 28 ]                                                      |
| 2:39,70 | Lenkei Ferenc                                                     | BVSC                                                              | 1962. 07. 15.                                                     | Wittenberg, NDK                                                   | NDK-magyar viadal                                                 |                                                                   | [ 1 ] [ 29 ]                                                      |
| 2:38,90 | Lenkei Ferenc                                                     | BVSC                                                              | 1963. 08. 10.                                                     | Budapest, Magyarország                                            | magyar-olasz viadal                                               |                                                                   | [ 1 ] [ 30 ]                                                      |
| 2:36,80 | Lenkei Ferenc                                                     | BVSC                                                              | 1964. 06. 27.                                                     | Budapest, Magyarország                                            | magyar bajnokság                                                  |                                                                   | [ 1 ] [ 31 ]                                                      |
| 2:36,30 | Lenkei Ferenc                                                     | BVSC                                                              | 1964. 08. 08.                                                     | Budapest, Magyarország                                            | magyar-svéd viadal                                                |                                                                   | [ 1 ] [ 32 ]                                                      |
| 2:35,30 | Lenkei Ferenc                                                     | BVSC                                                              | 1964. 09. 12.                                                     | Budapest, Magyarország                                            | magyar-francia viadal                                             |                                                                   | [ 1 ] [ 33 ]                                                      |
| 2:34,70 | Lenkei Ferenc                                                     | BVSC                                                              | 1965. 08. 23.                                                     | Budapest, Magyarország                                            | universiade                                                       | 2. hely                                                           | [ 34 ]                                                            |
| 2:34,30 | Lenkei Ferenc                                                     | BVSC                                                              | 1966. 08. 26.                                                     | Utrecht, Hollandia                                                | Európa-bajnokság                                                  | 5. hely                                                           | [ 35 ] [ 36 ]                                                     |
| 2:33,10 | Szabó Sándor                                                      | Bp. Spartacus                                                     | 1969. 04. 05.                                                     | Kecskemét, Magyarország                                           | nemzetközi verseny                                                |                                                                   | [ 35 ] [ 37 ]                                                     |
| 2:32,70 | Dávid Gyula                                                       | Újpesti Dózsa                                                     | 1970. 07. 23.                                                     | Pozsony, Csehszlovákia                                            | Szlovák nagydíj                                                   |                                                                   | [ 35 ] [ 38 ]                                                     |
| 2:32,70 | Hargitay András                                                   | KSI                                                               | 1971. 08. 07.                                                     | Budapest, Magyarország                                            | magyar bajnokság                                                  | csúcsbeállítás                                                    | [ 35 ] [ 39 ]                                                     |
| 2:31,60 | Hargitay András                                                   | KSI                                                               | 1972. 03. 25.                                                     | Kecskemét, Magyarország                                           | válogató verseny                                                  |                                                                   | [ 35 ] [ 40 ]                                                     |
| 2:31,50 | Hargitay András                                                   | KSI                                                               | 1972. 04. 21.                                                     | Leeds, Egyesült Királyság                                         | brit-magyar viadal                                                |                                                                   | [ 35 ] [ 41 ]                                                     |
| 2:31,10 | Hargitay András                                                   | KSI                                                               | 1972. 08. 13.                                                     | Budapest, Magyarország                                            | ifjúsági magyar bajnokság                                         |                                                                   | [ 35 ] [ 42 ]                                                     |
| 2:30,00 | Hargitay András                                                   | KSI                                                               | 1973. 08. 04.                                                     | Budapest, Magyarország                                            | magyar bajnokság                                                  |                                                                   | [ 43 ] [ 44 ]                                                     |
| 2:29,37 | Hargitay András                                                   | KSI                                                               | 1974. 06. 22.                                                     | Bécs, Ausztria                                                    | nemzetközi verseny                                                |                                                                   | [ 45 ] [ 46 ]                                                     |
| 2:29,05 | Hargitay András                                                   | KSI                                                               | 1975. 03. 29.                                                     | London, Egyesült Királyság                                        | Coca-Cola verseny                                                 |                                                                   | [ 47 ] [ 48 ]                                                     |
| 2:29,00 | Vermes Albán                                                      | Egri Dózsa                                                        | 1975. 04. 06.                                                     | Prága, Csehszlovákia                                              | csehszlovák-skót-magyar B viadal                                  |                                                                   | [ 47 ] [ 49 ]                                                     |
| 2:28,59 | Hargitay András                                                   | KSI                                                               | 1975. 07. 27.                                                     | Budapest, Magyarország                                            | magyar bajnokság                                                  |                                                                   | [ 47 ] [ 50 ]                                                     |
| 2:27,03 | Vermes Albán                                                      | Egri Dózsa                                                        | 1975. 08. 17.                                                     | Moszkva, Szovjetunió                                              | Európa-kupa                                                       |                                                                   | [ 47 ] [ 51 ]                                                     |
| 2:26,80 | Vermes Albán                                                      | Egri Dózsa                                                        | 1975. 12. 20.                                                     | Kecskemét, Magyarország                                           | válogató verseny                                                  |                                                                   | [ 47 ] [ 52 ]                                                     |
| 2:26,60 | Vermes Albán                                                      | Egri Dózsa                                                        | 1975. 12. 21.                                                     | Kecskemét, Magyarország                                           | válogató verseny                                                  |                                                                   | [ 47 ] [ 53 ]                                                     |
| 2:25,66 | Vermes Albán                                                      | Egri Dózsa                                                        | 1976. 03. 20.                                                     | Kecskemét, Magyarország                                           | magyar bajnokság                                                  |                                                                   | [ 54 ]                                                            |
| 2:23,84 | Vermes Albán                                                      | Újpesti Dózsa                                                     | 1978. 03. 11.                                                     | Budapest, Magyarország                                            | Elektroimpex '78                                                  |                                                                   | [ 55 ] [ 56 ]                                                     |
| 2:23,68 | Vermes Albán                                                      | Újpesti Dózsa                                                     | 1978. 06. 24.                                                     | Leningrád, Szovjetunió                                            | A Komszomolszkaja Pravda versenye                                 |                                                                   | [ 55 ]                                                            |
| 2:23,18 | Vermes Albán                                                      | Újpesti Dózsa                                                     | 1978. 06. 24.                                                     | Leningrád, Szovjetunió                                            | A Komszomolszkaja Pravda versenye                                 |                                                                   | [ 55 ] [ 57 ]                                                     |
| 2:21,70 | Vermes Albán                                                      | Újpesti Dózsa                                                     | 1978. 06. 25.                                                     | Róma, Olaszország                                                 | Sette Coli                                                        |                                                                   | [ 55 ] [ 58 ]                                                     |
| 2:20,81 | Vermes Albán                                                      | Újpesti Dózsa                                                     | 1978. 08. 24.                                                     | Nyugat-Berlin, NSZK                                               | világbajnokság                                                    | 6. hely                                                           | [ 55 ] [ 59 ]                                                     |
| 2:20,64 | Vermes Albán                                                      | Újpesti Dózsa                                                     | 1979. 03. 17.                                                     | Hamburg, NSZK                                                     | nemzetközi verseny                                                |                                                                   | [ 60 ] [ 61 ]                                                     |
| 2:20,20 | Vermes Albán                                                      | Újpesti Dózsa                                                     | 1979. 07. 28.                                                     | Budapest, Magyarország                                            | magyar bajnokság                                                  |                                                                   | [ 60 ] [ 62 ]                                                     |
| 2:19,52 | Vermes Albán                                                      | Újpesti Dózsa                                                     | 1979. 08. 12.                                                     | London, Egyesült Királyság                                        | Európa-kupa                                                       |                                                                   | [ 60 ] [ 63 ]                                                     |
| 2:16,93 | Vermes Albán                                                      | Újpesti Dózsa                                                     | 1980. 07. 26.                                                     | Moszkva, Szovjetunió                                              | olimpiai játékok                                                  | 2. hely                                                           | [ 64 ] [ 65 ]                                                     |
| 2:14,27 | Szabó József                                                      | Bp. Honvéd                                                        | 1986. 08. 21.                                                     | Madrid, Spanyolország                                             | világbajnokság                                                    | 1.hely, Európa-csúcs                                              | [ 66 ] [ 67 ]                                                     |
| 2:13,87 | Szabó József                                                      | Bp. Honvéd                                                        | 1987. 08. 21.                                                     | Strasbourg, Franciaország                                         | Európa-bajnokság                                                  | 1.hely, Európa-csúcs                                              | [ 68 ] [ 69 ]                                                     |
| 2:13,52 | Szabó József                                                      | Bp. Honvéd                                                        | 1988. 09. 23.                                                     | Szöul, Dél-Korea                                                  | olimpiai játékok                                                  | 1. hely, Európa-csúcs                                             | [ 70 ] [ 71 ]                                                     |
| 2:12,03 | Rózsa Norbert                                                     | Újpesti Dózsa                                                     | 1991. 01. 11.                                                     | Perth, Ausztrália                                                 | világbajnokság                                                    | 2. hely, Európa-csúcs                                             | [ 72 ]                                                            |
| 2:11,23 | Rózsa Norbert                                                     | Bp. Rendészeti SE                                                 | 1992. 07. 19.                                                     | Barcelona, Spanyolország                                          | olimpiai játékok                                                  | 2. hely, Európa-csúcs                                             | [ 73 ]                                                            |
| 2:10,75 | Gyurta Dániel                                                     | A Jövő SC                                                         | 2004. 08. 17.                                                     | Athén, Görögország                                                | olimpiai játékok                                                  | elődöntő                                                          | [ 74 ]                                                            |
| 2:10,71 | Gyurta Dániel                                                     | A Jövő SC                                                         | 2007. 07. 19.                                                     | Antwerpen, Belgium                                                | ifjúsági Európa-bajnokság                                         | 1. hely                                                           | [ 75 ]                                                            |
| 2:08,68 | Gyurta Dániel                                                     | A Jövő SC                                                         | 2008. 08. 12.                                                     | Peking, Kína                                                      | olimpiai játékok                                                  | selejtező, Európa-csúcs                                           | [ 76 ]                                                            |
| 2:08,08 | Gyurta Dániel                                                     | A Jövő SC                                                         | 2009. 07. 30.                                                     | Róma, Olaszország                                                 | világbajnokság                                                    | Elődöntő, Európa-csúcs                                            | [ 77 ]                                                            |
| 2:07,64 | Gyurta Dániel                                                     | A Jövő SC                                                         | 2009. 07. 31.                                                     | Róma, Olaszország                                                 | világbajnokság                                                    | 1. hely, Európa-csúcs                                             | [ 78 ]                                                            |
| 2:07,28 | Gyurta Dániel                                                     | A Jövő SC                                                         | 2012. 08. 01.                                                     | London, Egyesült Királyság                                        | olimpiai játékok                                                  | 1. hely, világcsúcs                                               | [ 79 ]                                                            |
| 2:07,23 | Gyurta Dániel                                                     | Újpesti TE                                                        | 2013. 08. 02.                                                     | Barcelona, Spanyolország                                          | világbajnokság                                                    | 1. hely, Európa-csúcs                                             | [ 80 ]                                                            |

### Nők
| A női 200 méteres mellúszás magyar csúcsai (50 méteres medence) | A női 200 méteres mellúszás magyar csúcsai (50 méteres medence) | A női 200 méteres mellúszás magyar csúcsai (50 méteres medence) | A női 200 méteres mellúszás magyar csúcsai (50 méteres medence) | A női 200 méteres mellúszás magyar csúcsai (50 méteres medence) | A női 200 méteres mellúszás magyar csúcsai (50 méteres medence) | A női 200 méteres mellúszás magyar csúcsai (50 méteres medence) | A női 200 méteres mellúszás magyar csúcsai (50 méteres medence) |
| Idő | Név                                                             | Egyesület                                                       | Dátum                                                           | Helyszín                                                        | Esemény                                                         | Megjegyzés                                                      | Forrás                                                          |
| --- | --------------------------------------------------------------- | --------------------------------------------------------------- | --------------------------------------------------------------- | --------------------------------------------------------------- | --------------------------------------------------------------- | --------------------------------------------------------------- | --------------------------------------------------------------- |
| 3:28,80 | Molnár Ella                                                     | Bajai SE                                                        | 1924. 06. 29.                                                   | Budapest, Magyarország                                          | tesztverseny                                                    |                                                                 | [ 1 ] [ 81 ]                                                    |
| 3:28,40 | Molnár Ella                                                     | Bajai SE                                                        | 1927. 07. 17.                                                   | Budapest, Magyarország                                          | az NSC versenye                                                 | 50 méteres medence                                              | [ 1 ] [ 82 ]                                                    |
| 3:24,80 | Pesti Margit                                                    | III. kerület                                                    | 1932. 06. 15.                                                   | Budapest, Magyarország                                          | válogatóverseny                                                 | 33 méteres medence                                              | [ 1 ] [ 83 ]                                                    |
| 3:15,20 | Hideg Katalin                                                   | III. kerület                                                    | 1935. 06. 11.                                                   | Budapest, Magyarország                                          | rekordkísérlet                                                  | 33 méteres medence                                              | [ 1 ] [ 84 ]                                                    |
| 3:12,60 | Szigeti Warga Emőke                                             | BSE                                                             | 1938. 07. 03.                                                   | Budapest, Magyarország                                          | Budapest-bajnokság                                              | 50 méteres medence                                              | [ 1 ] [ 85 ]                                                    |
| 3:11,40 | Székely Éva                                                     | Ferencváros                                                     | 1941. 07. 05.                                                   | Budapest, Magyarország                                          | Az FTC versenye                                                 | 50 méteres medence                                              | [ 1 ] [ 86 ]                                                    |
| 3:10,00 | Székely Éva                                                     | Ferencváros                                                     | 1941. 07. 13.                                                   | Budapest, Magyarország                                          | Budapest-bajnokság                                              |                                                                 | [ 87 ]                                                          |
| 3:09,20 | Székely Éva                                                     | Újpesti TE                                                      | 1945. 08. 18.                                                   | Budapest, Magyarország                                          | magyar bajnokság                                                | 50 méteres medence                                              | [ 1 ] [ 88 ]                                                    |
| 2:59,60 | Novák Éva                                                       | MMUE                                                            | 1946. 03. 28.                                                   | Budapest, Magyarország                                          |                                                                 | 25 méteres medence                                              | [ 1 ] [ 89 ]                                                    |
| 2:56,10 | Székely Éva                                                     | Neményi                                                         | 1947. 09. 13.                                                   | Monte-Carlo, Monaco                                             | Európa-bajnokság                                                | selejtező                                                       | [ 1 ] [ 90 ]                                                    |
| 2:56,00 | Novák Éva                                                       | Ferencváros                                                     | 1946. 06. 19.                                                   | Budapest, Magyarország                                          | magyar-jugoszláv viadal                                         | 50 méteres medence                                              | [ 1 ] [ 91 ]                                                    |
| 2:54,80 | Novák Éva                                                       | Ferencváros                                                     | 1948. 11. 11.                                                   | Budapest, Magyarország                                          | magyar-svéd viadal                                              | 33 méteres medence                                              | [ 1 ] [ 92 ]                                                    |
| 2:54,00 | Novák Éva                                                       | Ferencváros                                                     | 1948. 12. 26.                                                   | Székesfehérvár, Magyarország                                    |                                                                 | 25 méteres medence                                              | [ 1 ] [ 93 ]                                                    |
| 2:52,20 | Novák Éva                                                       | Ferencváros                                                     | 1949. 03. 27.                                                   | Budapest, Magyarország                                          |                                                                 | 33 méteres medence                                              | [ 1 ] [ 94 ]                                                    |
| 1950-ig a mellúszóversenyeken szabályos volt a pillangó tempó is. Ekkor vezette be a Nemzetközi Úszószövetség a pillangóúszást külön versenyszámként. Ezután már csak a mellúszó tempóban elért eredményeket hitelesítik rekordként. |                                                                 |                                                                 |                                                                 |                                                                 |                                                                 |                                                                 |                                                                 |
| 2:51,30 | Novák Éva                                                       | ÉDOSZ                                                           | 1950. 10. 12.                                                   | Budapest, Magyarország                                          |                                                                 | 33 méteres medence                                              | [ 1 ] [ 95 ]                                                    |
| 2:50,40 | Novák Éva                                                       | ÉDOSZ                                                           | 1950. 10. 18.                                                   | Székesfehérvár, Magyarország                                    |                                                                 | 25 méteres medence                                              | [ 1 ] [ 96 ]                                                    |
| 2:48,80 | Novák Éva                                                       | ÉDOSZ                                                           | 1950. 10. 21.                                                   | Székesfehérvár, Magyarország                                    |                                                                 | 25 m, világcsúcs                                                | [ 1 ] [ 97 ]                                                    |
| 2:48,50 | Novák Éva                                                       | Bp. Kinizsi                                                     | 1951. 05. 05.                                                   | Moszkva, Szovjetunió                                            |                                                                 | 25 m, világcsúcs                                                | [ 1 ] [ 98 ]                                                    |
| 1957. május 1-től csak az 50 méteres medencében elért eredményeket hitelesítik rekordként. |                                                                 |                                                                 |                                                                 |                                                                 |                                                                 |                                                                 |                                                                 |
| 2:57,00 | rekord szintidő                                                 | rekord szintidő                                                 | rekord szintidő                                                 | rekord szintidő                                                 | rekord szintidő                                                 | rekord szintidő                                                 | [ 25 ]                                                          |
| 2:56,90 | Killermann Klára                                                | Ferencváros                                                     | 1959. 04. 30.                                                   | Budapest, Magyarország                                          |                                                                 |                                                                 | [ 1 ] [ 99 ]                                                    |
| 2:55,70 | Killermann Klára                                                | Ferencváros                                                     | 1959. 06. 06.                                                   | Budapest, Magyarország                                          | nemzetközi verseny                                              |                                                                 | [ 1 ] [ 100 ]                                                   |
| 2:53,20 | Killermann Klára                                                | Ferencváros                                                     | 1959. 09. 12.                                                   | Lipcse, NDK                                                     | Lipcse-Budapest viadal                                          |                                                                 | [ 1 ] [ 101 ]                                                   |
| 2:53,00 | Killermann Klára                                                | Ferencváros                                                     | 1960. 07. 16.                                                   | Budapest, Magyarország                                          | magyar-brit viadal                                              |                                                                 | [ 1 ] [ 27 ]                                                    |
| 2:52,70 | Killermann Klára                                                | Ferencváros                                                     | 1960. 07. 29.                                                   | Budapest, Magyarország                                          | magyar bajnokság                                                |                                                                 | [ 1 ] [ 102 ]                                                   |
| 2:52,50 | Killermann Klára                                                | Ferencváros                                                     | 1961. 06. 10.                                                   | Hamburg, NSZK                                                   | nemzetközi verseny                                              |                                                                 | [ 1 ] [ 103 ]                                                   |
| 2:50,80 | Kaczander Ágnes                                                 | Bp. Spartacus                                                   | 1970. 08. 22.                                                   | Budapest, Magyarország                                          | magyar bajnokság                                                |                                                                 | [ 35 ] [ 104 ]                                                  |
| 2:50,30 | Kiss Éva                                                        | Bp. Honvéd                                                      | 1971. 07. 03.                                                   | Budapest, Magyarország                                          | Budapest-bajnokság                                              |                                                                 | [ 35 ] [ 105 ]                                                  |
| 2:47,90 | Kiss Éva                                                        | Bp. Honvéd                                                      | 1971. 08. 05.                                                   | Budapest, Magyarország                                          | magyar bajnokság                                                |                                                                 | [ 35 ] [ 106 ]                                                  |
| 2:44,90 | Kaczander Ágnes                                                 | Bp. Spartacus                                                   | 1972. 03. 18.                                                   | Budapest, Magyarország                                          | ellenőrző verseny                                               |                                                                 | [ 35 ] [ 107 ]                                                  |
| 2:43,80 | Kaczander Ágnes                                                 | Bp. Spartacus                                                   | 1972. 04. 18.                                                   | Hannover, NSZK                                                  | hat nemzet versenye                                             |                                                                 | [ 35 ] [ 108 ]                                                  |
| 2:43,13 | Kaczander Ágnes                                                 | Bp. Spartacus                                                   | 1972. 08. 29.                                                   | München, NSZK                                                   | olimpiai játékok                                                | selejtező, olimpiai csúcs                                       | [ 35 ] [ 109 ]                                                  |
| 2:42,40 | Kiss Éva                                                        | Bp. Honvéd                                                      | 1973. 08. 05.                                                   | Budapest, Magyarország                                          | magyar bajnokság                                                |                                                                 | [ 43 ] [ 110 ]                                                  |
| 2:42,00 | Kiss Éva                                                        | Bp. Honvéd                                                      | 1976. 02. 27.                                                   | Budapest, Magyarország                                          |                                                                 |                                                                 | [ 111 ]                                                         |
| 2:41,88 | Kiss Éva                                                        | Bp. Honvéd                                                      | 1976. 07. 01.                                                   | Budapest, Magyarország                                          |                                                                 |                                                                 | [ 112 ]                                                         |
| 2:41,53 | Kiss Éva                                                        | Bp. Honvéd                                                      | 1976. 06. 05.                                                   | Rovinj, Jugoszlávia                                             | nemzetközi verseny                                              |                                                                 | [ 113 ]                                                         |
| 2:41,00 | Kiss Éva                                                        | Bp. Honvéd                                                      | 1977. 03. 1?.                                                   | Prága, Csehszlovákia                                            | Cseh nagydíj                                                    |                                                                 | [ 114 ]                                                         |
| 2:40,98 | Kiss Éva                                                        | Bp. Honvéd                                                      | 1977. 03. 24.                                                   | Leningrád, Szovjetunió                                          | Komszomolszkaja Pravda verseny                                  |                                                                 | [ 115 ]                                                         |
| 2:40,95 | Kiss Éva                                                        | Bp. Honvéd                                                      | 1977. 07. 14.                                                   | Budapest, Magyarország                                          | Budapest-bajnokság                                              |                                                                 | [ 116 ]                                                         |
| 2:39,67 | Pohl Anett                                                      | BVSC                                                            | 1986. 06. 21.                                                   | Budapest, Magyarország                                          | Budapest-bajnokság                                              |                                                                 | [ 66 ] [ 117 ]                                                  |
| 2:37,95 | Pohl Anett                                                      | BVSC                                                            | 1986. 07. 18.                                                   | Budapest, Magyarország                                          | magyar bajnokság                                                |                                                                 | [ 66 ] [ 118 ]                                                  |
| 2:37,86 | Kovács Judit                                                    | PMSC                                                            | 1986. 12. 20.                                                   | Budapest, Magyarország                                          | Magyar ifjúsági bajnokság                                       |                                                                 | [ 66 ] [ 119 ]                                                  |
| 2:36,61 | Kovács Judit                                                    | PMSC                                                            | 1987. 04. 01.                                                   | Budapest, Magyarország                                          | Elektroimpex '87                                                |                                                                 | [ 68 ] [ 120 ]                                                  |
| 2:36,52 | Kovács Judit                                                    | PMSC                                                            | 1987. 07. 17.                                                   | Budapest, Magyarország                                          | magyar bajnokság                                                |                                                                 | [ 68 ] [ 121 ]                                                  |
| 2:36,27 | Pohl Anett                                                      | BVSC                                                            | 1988. 03. 31.                                                   | Budapest, Magyarország                                          | Elektroimpex '88                                                |                                                                 | [ 70 ]                                                          |
| 2:35,40 | Pohl Anett                                                      | BVSC                                                            | 1988. 08. 17.                                                   | Budapest, Magyarország                                          | magyar bajnokság                                                |                                                                 | [ 70 ] [ 122 ]                                                  |
| 2:34,44 | Csépe Gabriella                                                 | BVSC                                                            | 1990. 04. 01.                                                   | Budapest, Magyarország                                          | Magyar ifjúsági bajnokság                                       |                                                                 | [ 123 ]                                                         |
| 2:34,13 | Pohl Anett                                                      | BVSC                                                            | 1990. 08. 11.                                                   | Róma, Olaszország                                               | Nemzetek kupája                                                 | A döntő                                                         | [ 124 ]                                                         |
| 2:33,88 | Csépe Gabriella                                                 | BVSC                                                            | 1990. 08. 11.                                                   | Róma, Olaszország                                               | Nemzetek kupája                                                 | B döntő                                                         | [ 124 ]                                                         |
| 2:33,14 | Pohl Anett                                                      | BVSC                                                            | 1991. 01. 08.                                                   | Perth, Ausztrália                                               | világbajnokság                                                  | selejtező                                                       | [ 125 ]                                                         |
| 2:33,03 | Pohl Anett                                                      | BVSC                                                            | 1991. 01. 08.                                                   | Perth, Ausztrália                                               | világbajnokság                                                  | B döntő                                                         | [ 125 ]                                                         |
| 2:32,59 | Csépe Gabriella                                                 | BVSC                                                            | 1991. 07. 17.                                                   | Budapest, Magyarország                                          | magyar bajnokság                                                |                                                                 | [ 126 ]                                                         |
| 2:32,04 | Csépe Gabriella                                                 | BVSC                                                            | 1992. 07. 27.                                                   | Barcelona, Spanyolország                                        | olimpiai játékok                                                | selejtező                                                       | [ 127 ]                                                         |
| 2:31,15 | Csépe Gabriella                                                 | BVSC                                                            | 1992. 07. 27.                                                   | Barcelona, Spanyolország                                        | olimpiai játékok                                                | B döntő                                                         | [ 127 ]                                                         |
| 2:29,18 | Kovács Ágnes                                                    | Bp. Spartacus                                                   | 1996. 03. 17.                                                   | Budapest, Magyarország                                          |                                                                 |                                                                 | [ 128 ]                                                         |
| 2:28,90 | Kovács Ágnes                                                    | Bp. Spartacus                                                   | 1996. 06. 18.                                                   | Budapest, Magyarország                                          | magyar bajnokság                                                |                                                                 | [ 129 ]                                                         |
| 2:26,57 | Kovács Ágnes                                                    | Bp. Spartacus                                                   | 1996. 07. 23.                                                   | Atlanta, USA                                                    | olimpiai játékok                                                | 3. hely, Európa-csúcs                                           | [ 130 ]                                                         |
| 2:26,06 | Kovács Ágnes                                                    | Bp. Spartacus                                                   | 1997. 03. 29.                                                   | Budapest, Magyarország                                          | Csik Ferenc-emlékverseny                                        | Európa-csúcs                                                    | [ 131 ]                                                         |
| 2:25,31 | Kovács Ágnes                                                    | Bp. Spartacus                                                   | 1997. 04. 23.                                                   | Budapest, Magyarország                                          | CIB-gála                                                        | Európa-csúcs                                                    | [ 132 ]                                                         |
| 2:24,90 | Kovács Ágnes                                                    | Bp. Spartacus                                                   | 1997. 08. 20.                                                   | Sevilla, Spanyolország                                          | Európa-bajnokság                                                | 1. hely, Európa-csúcs                                           | [ 133 ]                                                         |
| 2:24,03 | Kovács Ágnes                                                    | Bp. Spartacus                                                   | 2000. 09. 20.                                                   | Sydney, Ausztrália                                              | olimpiai játékok                                                | elődöntő, Európa-csúcs                                          | [ 134 ]                                                         |

## 25 méteres medence

### Férfiak
| A férfi 200 méteres mellúszás magyar csúcsai (25 méteres medence) | A férfi 200 méteres mellúszás magyar csúcsai (25 méteres medence) | A férfi 200 méteres mellúszás magyar csúcsai (25 méteres medence) | A férfi 200 méteres mellúszás magyar csúcsai (25 méteres medence) | A férfi 200 méteres mellúszás magyar csúcsai (25 méteres medence) | A férfi 200 méteres mellúszás magyar csúcsai (25 méteres medence) | A férfi 200 méteres mellúszás magyar csúcsai (25 méteres medence) | A férfi 200 méteres mellúszás magyar csúcsai (25 méteres medence) |
| Idő                                                               | Név                                                               | Egyesület                                                         | Dátum                                                             | Helyszín                                                          | Esemény                                                           | Megjegyzés                                                        | Forrás                                                            |
| ----------------------------------------------------------------- | ----------------------------------------------------------------- | ----------------------------------------------------------------- | ----------------------------------------------------------------- | ----------------------------------------------------------------- | ----------------------------------------------------------------- | ----------------------------------------------------------------- | ----------------------------------------------------------------- |
| 2:09,49                                                           | Gyurta Dániel                                                     | A Jövő SC                                                         | 2004. 11. 21.                                                     | Zágráb, Horvátország                                              |                                                                   |                                                                   |                                                                   |
| 2:09,26                                                           | Gyurta Dániel                                                     | A Jövő SC                                                         | 2005. 11. 12.                                                     | Hódmezővásárhely, Magyarország                                    | magyar bajnokság                                                  |                                                                   | [ 135 ]                                                           |
| 2:08,49                                                           | Gyurta Dániel                                                     | A Jövő SC                                                         | 2005. 11. 21.                                                     | Zágráb, Horvátország                                              |                                                                   |                                                                   | [ 136 ]                                                           |
| 2:08,07                                                           | Gyurta Dániel                                                     | A Jövő SC                                                         | 2006. 12. 10.                                                     | Helsinki, Finnország                                              | Európa-bajnokság                                                  | selejtező                                                         | [ 137 ]                                                           |
| 2:06,58                                                           | Gyurta Dániel                                                     | A Jövő SC                                                         | 2006. 12. 10.                                                     | Helsinki, Finnország                                              | Európa-bajnokság                                                  | 1. hely                                                           | [ 137 ]                                                           |
| 2:05.49                                                           | Gyurta Dániel                                                     | A Jövő SC                                                         | 2007. 12. 16.                                                     | Debrecen, Magyarország                                            | Európa-bajnokság                                                  | 1. hely, Európa-csúcs                                             | [ 138 ]                                                           |
| 2:04,61                                                           | Gyurta Dániel                                                     | A Jövő SC                                                         | 2009. 11. 13.                                                     | Százhalombatta, Magyarország                                      | magyar bajnokság                                                  | selejtező                                                         | [ 139 ]                                                           |
| 2:04,14                                                           | Gyurta Dániel                                                     | A Jövő SC                                                         | 2009. 11. 21.                                                     | Zágráb, Horvátország                                              |                                                                   |                                                                   | [ 140 ]                                                           |
| 2:03,25                                                           | Gyurta Dániel                                                     | A Jövő SC                                                         | 2009. 12. 13.                                                     | Isztambul, Törökország                                            | Európa-bajnokság                                                  | Európa-bajnoki csúcs                                              | [ 141 ]                                                           |
| 2:00,67                                                           | Gyurta Dániel                                                     | A Jövő SC                                                         | 2009. 12. 13.                                                     | Isztambul, Törökország                                            | Európa-bajnokság                                                  | világcsúcs                                                        | [ 142 ]                                                           |
| 2:00,48                                                           | Gyurta Dániel                                                     | Újpesti TE                                                        | 2014. 08. 31.                                                     | Dubaj, Egyesült Arab Emírségek                                    | világkupa                                                         | Világcsúcs                                                        | [ 143 ]                                                           |

### Nők
| A női 200 méteres mellúszás magyar csúcsai (25 méteres medence) | A női 200 méteres mellúszás magyar csúcsai (25 méteres medence) | A női 200 méteres mellúszás magyar csúcsai (25 méteres medence) | A női 200 méteres mellúszás magyar csúcsai (25 méteres medence) | A női 200 méteres mellúszás magyar csúcsai (25 méteres medence) | A női 200 méteres mellúszás magyar csúcsai (25 méteres medence) | A női 200 méteres mellúszás magyar csúcsai (25 méteres medence) | A női 200 méteres mellúszás magyar csúcsai (25 méteres medence) |
| Idő                                                             | Név                                                             | Egyesület                                                       | Dátum                                                           | Helyszín                                                        | Esemény                                                         | Megjegyzés                                                      | Forrás                                                          |
| --------------------------------------------------------------- | --------------------------------------------------------------- | --------------------------------------------------------------- | --------------------------------------------------------------- | --------------------------------------------------------------- | --------------------------------------------------------------- | --------------------------------------------------------------- | --------------------------------------------------------------- |
| 2:23,33                                                         | Kovács Ágnes                                                    | Bp. Spartacus                                                   | 2000. 02. 06.                                                   | Berlin, Németország                                             | világkupa                                                       |                                                                 |                                                                 |
| 2:22,43                                                         | Hosszú Katinka                                                  | Vasas                                                           | 2014. 12. 28.                                                   | Réunion, Franciaország                                          | Meeting de l'Océan Indien                                       |                                                                 | [ 144 ]                                                         |
| 2:22,40                                                         | Sebestyén Dalma                                                 | Hullám '91 UE                                                   | 2015. 12. 06.                                                   | Netánja, Izrael                                                 | Európa-bajnokság                                                | 6. hely                                                         | [ 145 ]                                                         |
| 2:21,81                                                         | Hosszú Katinka                                                  | Iron Aquatics                                                   | 2016. 11. 02.                                                   | Százhalombatta, Magyarország                                    | magyar bajnokság                                                |                                                                 | [ 146 ]                                                         |
| 2:20,63                                                         | Hosszú Katinka                                                  | Iron Swim                                                       | 2019. 12. 13.                                                   | Kaposvár, Magyarország                                          | magyar bajnokság                                                |                                                                 | [ 147 ]                                                         |
| 2:20,57                                                         | Békési Eszter                                                   | Egri UK                                                         | 2021. 11. 13.                                                   | Kaposvár, Magyarország                                          | magyar bajnokság                                                |                                                                 | [ 148 ]                                                         |